# سمعون (استان بجایه)
سمعون (به عربی: سمعون) یک شهرداری در الجزایر است که در استان بجایه واقع شده‌است.